# DBU Pokalen 2012-13
DBU Pokalen 2012-13 var den 59. udgave af DBU Pokalen.
Turneringen blev vundet af Esbjerg fB med en finalesejr over Randers FC på 1-0. Det var Esbjergs tredje sejr i pokalturneringen.

## 1. runde

### Kampe
| Dato   | Kamp                                        | Res. |
| ------ | ------------------------------------------- | ---- |
| 14.08. | CSC – AB Tårnby                             | 1-3  |
| 14.08. | Østerbro IF – NB Bornholm                   | 0-1  |
| 14.08. | Egebjerg IF – FC Sønderborg                 | 0-3  |
| 14.08. | Morud IF – Marstal/Rise IF                  | 1-0  |
| 14.08. | Sydalliancen – Frem Sakskøbing              | 3-2  |
| 14.08. | Nakskov – HB Køge                           | 0-9  |
| 14.08. | Tuse IF – Herlufsholm GF                    | 1-4  |
| 14.08. | Svebølle – Næsby BK                         | 5-2  |
| 14.08. | Aalborg Freja – Frederikshavn fI            | 6-2  |
| 14.08. | Hadsund – FC Hjørring                       | 3-4  |
| 14.08. | Gug Boldklub – Lindholm                     | 0-2  |
| 14.08. | DGL 2000, Aarhus – Aarhus Fremad            | 1-3  |
| 14.08. | Borbjerg GU – Lystrup IF                    | 1-4  |
| 14.08. | Vatanspor – Kjellerup IF                    | 2-3  |
| 14.08. | Søhus Stige BK – Varde IF                   | 0-2  |
| 14.08. | Allesø GF – Marienlyst                      | 0-3  |
| 14.08. | BSV – FC Roskilde                           | 3-1  |
| 14.08. | Avedøre – B 1908                            | 5-3  |
| 14.08. | Lundtofte Boldklub – Frederikssund          | 0-6  |
| 14.08. | Fløng-Hedehusene Idræt – IF Føroyar         | 0-1  |
| 14.08. | Lolland-Falster Alliancen – FC Vestsjælland | 1-5  |
| 14.08. | B.93 – Avarta                               | 4-0  |

| Dato   | Kamp                                | Res. |
| ------ | ----------------------------------- | ---- |
| 15.08. | Amager FF – HIK                     | 2-7  |
| 15.08. | Jægersborg BK – Hvidovre IF         | 1-4  |
| 15.08. | FC Helsingør – Herlev IF Fodbold    | 3-0  |
| 15.08. | Nordvestmors BK – Skive             | 1-4  |
| 15.08. | Birkerød – SC Egedal                | 2-4  |
| 15.08. | Vallensbæk IF – Allerød             | 1-0  |
| 15.08. | Virum-Sorgenfri BK – Rishøj         | 0-2  |
| 15.08. | Femhøj IF – Vanløse IF              | 0-1  |
| 15.08. | Chang – FC Fredericia               | 0-3  |
| 15.08. | Ringsted – Næstved                  | 1-4  |
| 15.08. | Kalundborg GB – Nordvest FC         | 2-3  |
| 15.08. | Ubberud IF – Vejle Boldklub Kolding | 0-13 |
| 15.08. | Sædding/G IF – FC Svendborg         | 0-1  |
| 15.08. | FC Sydvest – Otterup                | 3-4  |
| 15.08. | Tved BK – Aarup                     | 0-5  |
| 15.08. | Esbjerg IF 92 – FC Fyn              | 3-2  |
| 15.08. | FC Djursland – Skovbakken           | 2-3  |
| 15.08. | Ringkøbing – Brabrand               | 3-2  |
| 15.08. | Tjørring – Viby                     | 0-4  |
| 15.08. | Odder IGF – Viborg FF               | 1-5  |
| 15.08. | Hjørring AIK Frem – Blokhus FC      | 0-9  |
| 15.08. | Thisted – Hobro                     | 2-3  |
| 15.08. | Skjold – AB                         | 2-0  |
| 15.08. | BGA – Lyngby BK                     | 1-6  |
| 16.08. | Heimdal - LSF                       | 4-10 |
| 22.08. | Fremad Amager - Brønshøj            | 1-4  |

## 2. runde
Tekst mangler, hjælp os med at skrive teksten

## 3. runde
Tredje runde har deltagelse af de 28 vindere fra 2. runde samt de fire højest rangerede superligahold fra forrige sæson.
| AC Horsens AGF Brøndby IF Esbjerg fb FC København FC Midtjylland FC Nordsjælland Odense Boldklub Randers FC Silkeborg IF SønderjyskE AaB | Brønshøj FC Fredericia FC Hjørring FC Vestsjælland HB Køge Lyngby BK Vejle BK | Blokhus FC BSV HIK Hvidovre Næstved Otterup Rishøj Svebølle Aarhus Fremad | B.93 Vanløse IF Viby | Esbjerg IF92 |

### Kampe
| Dato   | Kamp                         | Res. |
| ------ | ---------------------------- | ---- |
| 25.09. | Svebølle – FC Nordsjælland   | 1-3  |
| 25.09. | Vanløse IF – BSV             | 1-0  |
| 25.09. | Aarhus Fremad – AGF          | 0-3  |
| 25.09. | Næstved – Randers FC         | 1-2  |
| 26.09. | Blokhus FC – Silkeborg IF    | 0-1  |
| 26.09. | Rishøj – FC Midtjylland      | 0-1  |
| 26.09. | Viby – Lyngby BK             | 1-6  |
| 26.09. | B.93 – Brøndby IF            | 0-3  |
| 26.09. | FC Fredericia – FC København | 0-3  |
| 26.09. | Hvidovre IF – OB             | 3-7  |
| 26.09. | Vejle BK – FC Vestsjælland   | 3-1  |

| Dato   | Kamp                      | Res. |
| ------ | ------------------------- | ---- |
| 03.10. | Otterup – AC Horsens      | 2-3  |
| 03.10. | Brønshøj – AaB            | 1-3  |
| 03.10. | Esbjerg IF92 – Esbjerg fB | 0-3  |
| 03.10. | HIK – HB Køge             | 3-2  |
| 24.10. | FC Hjørring - SønderjyskE | 0-4  |

## 4. runde

### Hold
Fjerde runde har deltagelse af de 16 vindere fra 3. runde.
| AC Horsens AGF Brøndby IF Esbjerg fB FC København FC Midtjylland FC Nordsjælland Odense Boldklub Randers FC Silkeborg IF SønderjyskE AaB | Lyngby BK Vejle BK | HIK | Vanløse IF |

### Kampe
| Dato  | Kamp                                | Res.             |
| ----- | ----------------------------------- | ---------------- |
| 31.10 | Lyngby BK – AGF                     | 3-2              |
| 31.10 | Vejle Boldklub Kolding – Randers FC | 0-1              |
| 31.10 | FC Nordsjælland – FC Midtjylland    | 2-3 (ord. (2-2)) |
| 31.10 | Vanløse IF - OB                     | 0-3              |

| Dato  | Kamp                         | Res.             |
| ----- | ---------------------------- | ---------------- |
| 01.11 | SønderjyskE – F.C. København | 0-3              |
| 01.11 | HIK - AC Horsens             | 0-4              |
| 07.11 | Brøndby IF – Silkeborg IF    | 3-0              |
| 08.11 | Esbjerg fB – AaB             | 4-2 (efs. (0-0)) |

## Kvartfinaler

### Hold
Kvartfinalerne har deltagelse af de 8 vindere fra 4. runde.
| AC Horsens Brøndby IF Esbjerg fB FC København FC Midtjylland Odense Boldklub Randers FC | Lyngby BK | Ingen repræsentant |

### Kampe
| 28. november 2012 19.00 |

| Lyngby             | 1-2       | Esbjerg fB                                  |
| ------------------ | --------- | ------------------------------------------- |
| Fanol Perdedaj 68' | (referat) | Kenneth Fabricius 35' · Jonas Knudsen 47' · |

| Lyngby Stadion Dommer: Michael Johansen |

| 28. november 2012 20.30 |

| Brøndby IF      | 1-0 (efs. 0-0) | FC København |
| --------------- | -------------- | ------------ |
| Mike Jensen 92' | (referat)      |              |

| Brøndby Stadion Dommer: Kenn Hansen |

| 29. november 2012 19.00 |

| Randers FC                                  | 2-1 | FC Midtjylland         |
| ------------------------------------------- | --- | ---------------------- |
| Ronnie Schwartz 48' · Alexander Fischer 61' |     | Petter Andersson 43' · |

| AutoC Park Randers Dommer: Michael Tykgaard |

| 5. december 2012 17.45 |

| OB                                       | 2-4 (efs. 2-2) | AC Horsens                                                                                      |
| ---------------------------------------- | -------------- | ----------------------------------------------------------------------------------------------- |
| Andreas Johansson 12' · Daniel Høegh 82' | (referat)      | André Bjerregaard 3' · Martin Spelmann 8' · Lasse Kryger Jørgensen 98' · Martin Spelmann 122' · |

| TRE-FOR Park Dommer: Jakob Kehlet |

## Semifinaler

### Hold
Semifinalerne har deltagelse af de 4 vindere fra kvartfinalerne.

### Første kamp
| 13. marts 2013 18.15 |

| Brøndby IF              | 1-1       | Esbjerg fB            |
| ----------------------- | --------- | --------------------- |
| Jens Stryger Larsen 73' | (referat) | Youssef Toutouh 33' · |

| Brøndby Stadion Dommer: Jakob Kehlet |

| 10. april 2013 |

| Randers FC               | 1-0       | AC Horsens |
| ------------------------ | --------- | ---------- |
| Nicolai Brock-Madsen 52' | (referat) |            |

| Randers Stadionpark Dommer: Mads-Kristoffer Kristoffersen |

### Anden kamp
| 17. april 2013 |

| AC Horsens                          | 2-3       | Randers FC                                                              |
| ----------------------------------- | --------- | ----------------------------------------------------------------------- |
| Charles Takyi 26' · Henrik Toft 30' | (referat) | Martin Spelmann (selvmål) 29' · Ronnie Schwartz 56' · Pierre Boya 80' · |

| CASA Arena Horsens Dommer: Michael Tykgaard |

| 18. april 2013 |

| Esbjerg fB                                                           | 3-1 (efs. 1-1) | Brøndby IF             |
| -------------------------------------------------------------------- | -------------- | ---------------------- |
| Martin Braithwaite 79' · Martin Braithwaite 103' · Jesper Lange 117' | (referat)      | Dennis Rommedahl 22' · |

| Esbjerg Idrætspark Dommer: Henning Jensen |

## Finale
| 9. maj 2013 15:00 |

| Randers FC | 0 – 1 | Esbjerg       |
| ---------- | ----- | ------------- |
|            |       | Toutouh 55' · |

| Parken, København Tilskuere: 26194 Dommer: Kenn Hansen |